# Notre-Dame-de-Montauban
Notre-Dame-de-Montauban è un comune del Canada, situato nella provincia del Québec, nella regione di Mauricie.